# Andrzej Chodakowski
Andrzej Chodakowski (ur. 4 lutego 1955 w Łodzi) – polski hokeista, reprezentant kraju.
Zawodnik grający na pozycji obrońcy. Syn Kazimierza Chodakowskiego, legendarnego polskiego hokeisty. Wychowanek Łódzkiego Klubu Sportowego. Ponadto gracz Legii oraz klubów belgijskich.
Zdobywca ostatniej bramki w historii występów hokeistów ŁKS-u.